# Cine Kursaal (Barcelona)
El Gran Cine Kursaal o Cine Kursaal va ser una sala d'exhibició cinematogràfica ubicada a la Rambla de Catalunya, 53-55 de Barcelona. Anteriorment havia estat el Cine Clavé.

## Origen
En aquest mateix lloc va funcionar a finals de l'any 1896 La Sala Clavé. Va ser un recinte molt conegut per haver albergat la sala de ball La Universal i també la societat recreativa La Palma d'Or.
El 2 d'agost de 1900 va obrir les portes el Gran Pabellón Cinematográfico Clavé. Era una sala que alternava la projecció de vistes fixes i animades amb funcions de titelles, sarsueles i atraccions típiques de l'època. A mesura que el cinema evolucionava, aquest anava guanyant terreny dintre de la programació de la sala. Fins que el 1907 es van projectar antre d'altres: La vida de Moisés, Falsa alarma, El hada Carabosse...

## Kursaal
El primer edifici del Kursaal, dissenyat per l'arquitecte Andreu Audet, es va inaugurar el 6 de març de 1910 sota la direcció de Josep Balañá i amb l'exhibició d'El barber de Sevilla, La mentira, La vida peligrosa, El agua y el vino, Mala vista i La resurrección del romano Richelieu o la conspiración. Tenia una capacitat de 1500 butaques.
El juny de 1911 va tancar les portes degut a un canvi d'empresaro o a la construcció d'una façana nova. Va obrir l'1 de setembre del mateix any.
L'any 1913 va començar a programar amb la Sala Argentina. El 1915 el Kursaal va passar a estar sota la direcció de l'empresa gestora del Cataluña. Un any més tard, el 1916, va ser novament absorbit per Josep Balañá.
El 31 de març de 1920 es va anunciar a la premsa que el Kursaal tancava les seves portes. El 10 de febrer de 1922 es va inaugurar el nou edifici. El programa seleccionat per a aquest acte va ser Cherchez la femme, El divorcio de un millonario, Limonel, Buen juez i La gran juerga.
El 20 de setembre de 1930 va arribar el cinema sonor amb l'estrena de ¡Arriba el telón! de John C. Adolfi. El 1932 es va estrenar la primera comèdia del cine sonor espanyol, el musical Mercedes de Josep Maria Castellví i Marimon, en la que van participar Josep Santpere i Pei i Jaume Planas i Simó amb la seva orquesta Jaume Planas y sus Discos Vivientes, que inclogué fragments en català i fou un gran èxit de públic. A partir del 1933 el cinema només funcionà de dijous a diumenge degut a la caiguda a la categoria de cinema de reestrena.
L'11 de juny de 1939 es va tancar el local per dur a terme una gran reforma, que incloïa una façana nova. Es va inaugurar el 22 de setembre del mateix any amb l'estrena de Tres diablillos de Henry Koster.
El 17 de juny de 1940, el local obrí sota el nom de Nacional. Tot i que aquest durà catorze dies, ja que el seu propietari, Bartomeu Lafarga, va sol·licitar a l'Administració la recuperació del seu anterior nom tot al·legant l'arrel germànica de la paraula. D'aquesta forma el dia 1 de juliol tornà a obrir sota el nom de Kursaal.
El 28 de juny de 1946, van prendre la direcció del local Juan Estrada i Francisco Ariza. La pel·lícula que encetà aquest període va ser Aquel viejo molino d'Ignasi F. Iquino.
El 23 de setembre de 1954 es projectà la primera pel·lícula amb Cinemascope, El príncep valent de Henry Hathaway. El cinema, de l'empresa Kursaal, que també tenia el Cine Femina va tancar l'1 d'agost de 1967, amb la reposició de la pel·lícula The Gunfighter (El pistolero) de Henry King.